# Maize aumaivirus 1
Maize aumaivirus 1 ist die offizielle Bezeichnung (informell etwa Mais-Aumaivirus 1) einer Art von pflanzlichen  Satellitenviren, deren Referenzstamm als Maize white line mosaic satellite virus, Satellite maize white line mosaic virus, Satellite virus of maize white line mosaic virus (informell Mais-Weißlinienmosaik-Satellitenvirus) mit dem Akronym SMWLMV oder SV-MWLMV bekannt ist. Es ist die einzige Spezies in der Gattung Aumaivirus, die zum Realm Riboviria gehört und bislang (International Committee on Taxonomy of Viruses, ICTV; Stand Ende März 2021) keiner Familie oder Ordnung zugeordnet ist.
Das Virus infiziert ausschließlich Mais, der vom Maize white line mosaic virus (MWLMV, informell Mais-Weißlinienmosaikvirus) der Gattung Aureusvirus (Familie Tombusviridae) befallen ist.

## Etymologie
Der Gattungsname Aumaivirus ist eine Kombination aus Aureusvirus (dem Gattungsnamen des Helfervirus) und Mais (englisch maize), der Wirtspflanze der einzigen Art dieser Gattung.

## Beschreibung

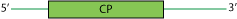
Trivial genome map of genus Aumaivirus

Das Genom von SMWLMV ist unsegmentiert (monopartit) und besteht aus einem linearen Einzelstrang-RNA-Molekül mit positiver Polarität. Es hat eine Länge von 1.168 nt (Nukleotiden oder Basen) und besteht aus einem einzigen Gen, das für ein Kapsidprotein (CP) kodiert.
Es besitzt weder einen Poly(A)-Schwanz noch eine Cap-Struktur.
Wie beim Satellite tobacco necrosis virus (STNV, Tabak-Mosaik-Satelliten-Virus alias Tabak-Nekrose-Satelliten-Virus) hat das SMWLM-Virion einen Durchmesser von 17 nm, aber das Kapsidprotein weist nur eine begrenzte Sequenzhomologie mit den entsprechenden Proteinen von STNV auf.